# Ноув, Алек
А́лек Но́ув (англ. Alec Nove, урожд. Александр Яковлевич Новаковский), (24 ноября 1915 — 15 мая 1994) — член Британской академии, почётный профессор экономики университета Глазго, специалист в области анализа советской экономики.

## Биография
Родился в еврейской семье Якова Новаковского и Рахель Зорохович. Сын меньшевика, в 1924 году эмигрировавшего с семьёй в Великобританию. В 1936 году окончил Лондонскую школу экономики. В 1939 году был призван на службу в войска связи, но вскоре был переведён в армейскую разведку. Закончил войну майором.
Директор Института советских и восточноевропейских исследований при университете Глазго. В своё время Ноув был крупнейшим на Западе специалистом по советской экономике. Из-за своей критики советской экономической системы длительное время был лишен визы для въезда в СССР.
У Ноува было трое сыновей от двух браков.

## Труды
- Ноув А. Экономическая стратегия коммунизма. Рост и возможности Советского Союза. Издательство иностранной литературы, 1960. (С грифом «Рассылается по специальному списку»)
- The Soviet Economy, 1961
- The Soviet Middle East (совместно с J. A. Newth), 1965
- Was Stalin Really Necessary?, 1965
- Economic History of the USSR, 1969, 3rd edn 1993
- Socialist Economics (редактор совместно с D. M. Nuti), 1972
- Efficiency Criteria for Nationalised Industries, 1973
- Stalinism and After, 1976
- The Soviet Economic System, 1977, 3rd edn 1986
- Political Economy and Soviet Socialism, 1979
- The Economics of Feasible Socialism, 1983
- Socialism, Economics and Development, 1986
- Glasnost in Action, 1989
- Economics of Feasible Socialism Revisited, 1991
- Studies in Economics and Russia, 1991
- The Stalin Phenomenon (редактор), 1993
- Алек Ноув Советская экономика и марксизм — что это за социалистическая модель? // История марксизма : пер. с ит. : [в 4 т.] Т. 3, ч. 1, вып. 2: Марксизм в эпоху III Интернационала. От Октябрьской революции до кризиса 1929 года. — М. : Прогресс, 1983. — 411, [1] с. (С грифом «Рассылается по специальному списку»)
- Алек Ноув О судьбах нэпа: Письмо в редакцию журнала «Вопросы истории» Архивная копия от 19 декабря 2007 на Wayback Machine // «Вопросы истории» № 8, 1989. — С. 172—176.
- Алек Ноув Экономическая советология в Великобритании и Америке Архивная копия от 23 февраля 2018 на Wayback Machine Экономическая школа, вып. 3, с. 341.